# LVF – Serio und Oglio
Die LVF – Serio und Oglio waren  Dampflokomotiven der Lombardisch-venetianischen Ferdinands-Bahn (LVF).
Die beiden Maschinen wurden 1847 von der Lokomotivfabrik der WRB geliefert.
Diese zweifach gekuppelten Triebfahrzeuge stellten gegenüber den zeitlich davor in Betrieb genommenen ungekuppelten eine wesentliche Verbesserung bezüglich Leistung dar.
Bei der LVF erhielten sie die Namen SERIO und OGLIO.
Als die LVF 1852 verstaatlicht wurde, kamen sie mit denselben Namen zur Lombardisch-venetianischen Staatsbahn (LVStB).